# Мим

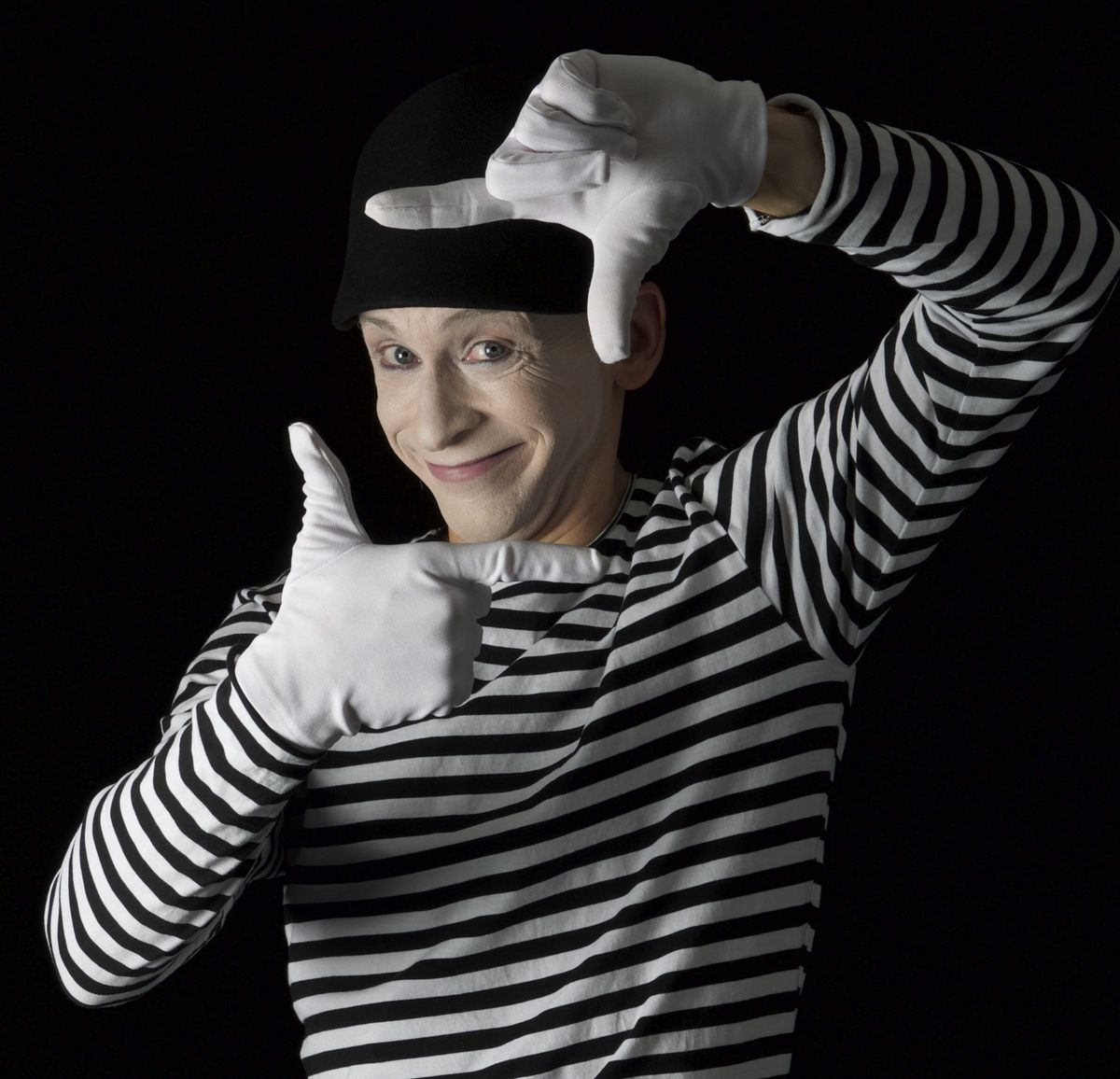
Мим (Пабло Сибес)

Мим (др.-греч. μῖμος — «подражание») — у античных греков и римлян сценические представления массового характера во вкусе зрителей из низших слоев — выступления акробатов, фокусников и т. п., сценки с пением и танцами, наконец целый реально-бытовой сатирический фарс. Актёры в этом виде театра тоже назывались мимами. В современном театре мимами называют актёров пантомимы.

## История

### Античность
Зародившись среди широких народных масс в разных местах Греции, этот фольклорный жанр получил впервые литературную обработку у греческих колонистов на юге Италии и в Сицилии; это были веселые сценки с бойким диалогом, выхваченные из быта мелких ремесленников, поселян и близких к ним слоев (сравните заглавия Мимов: «Рыбак и поселянин», «Штопальщицы» и др.); их литературная обработка показывает интерес к этому массовому жанру и образованных верхов (недаром такие зрелища были приняты при дворах сицилийских «тиранов»). Широко развернулся этот жанр в эллинистическую эпоху Греции IV—III вв. до нашей эры. В это время мимы создаются не для сцены, а лишь для занимательного чтения и входят в орбиту интересов не только ремесленных, но и высших социальных слоев.

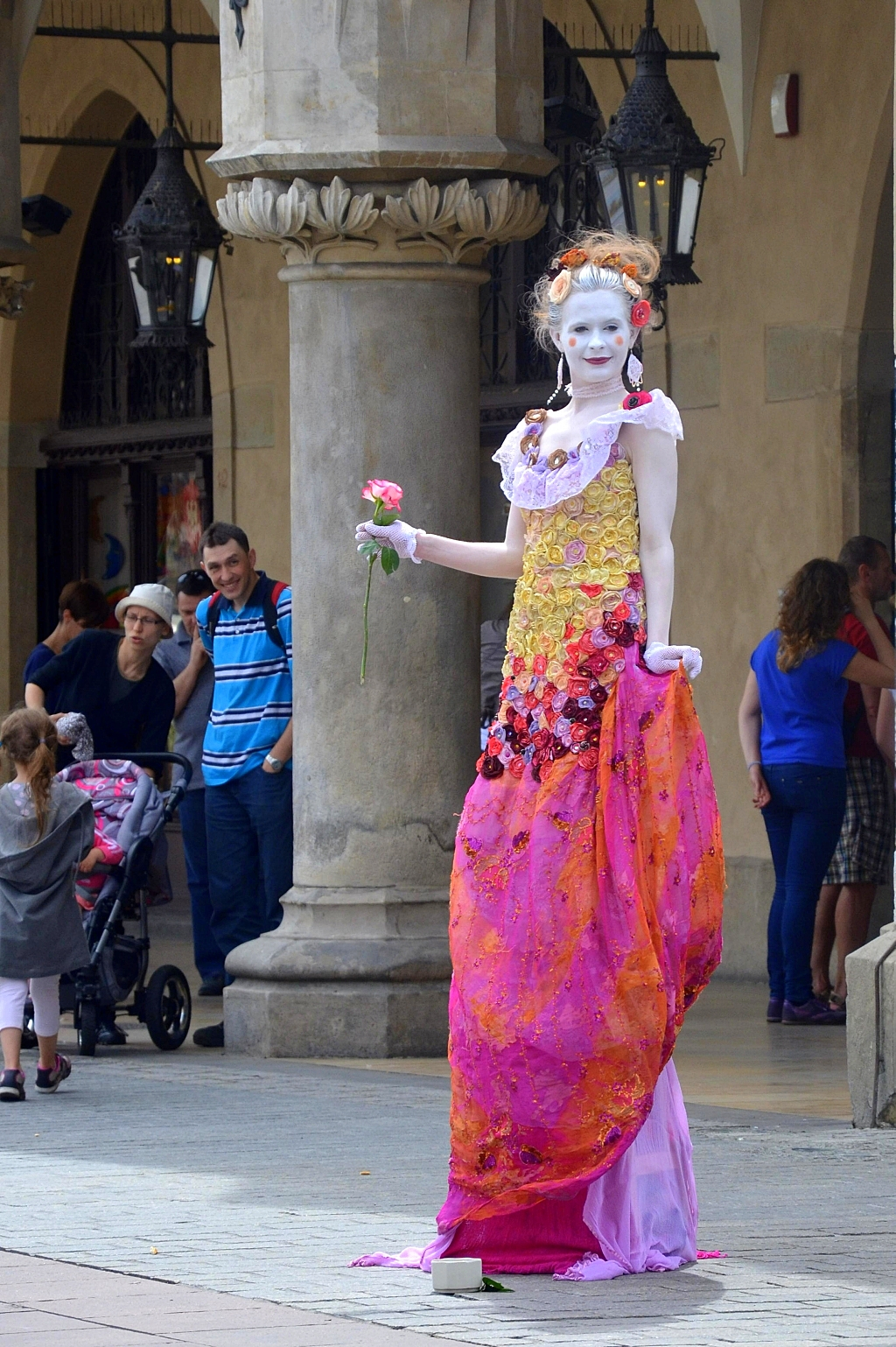
Девушка-мим

Специалистом-мимографом был Геронд (или Герод), писавший «холиямбами» (часть его Мимов была найдена в Египте в 1891). Если у Геронда по-видимому смазывается классовая заостренность Мимов, то у других мимографов этого периода мимы явно обращаются в орудие борьбы с господствующими классами (пародии на патетику трагического стиля, религию, вплоть до осмеяния жизни монархов, за что, например, мимограф Сотад поплатился жизнью).
Большое распространение мимы получили и в древнем Риме. Давно процветая на юге Италии и бытуя в Риме как низовой массовый театр, мимы прочно овладели сценой к концу II и в I в. до нашей эры, когда победы демократии заострили их как орудие классовой борьбы, сделав театр местом социально-политической сатиры. Известны литературно обработанные мимы сирийского раба Публилия и Децима Лаберия (I в. до нашей эры), которому покровительствовал опиравшийся на демократию диктатор Юлий Цезарь. Отражая быт мелких ремесленников (красильщиков, веревочников и др.), эти мимы часто направлены против господствующих классов — крупных землевладельцев и др. — иногда с резкой сатирой на религию. Самые скабрёзные сюжеты были здесь преобладающими. Традиционным персонажем мима был дурак, осыпаемый всякой бранью; в текст часто врывался импровизационный элемент на злобу дня. Как классовый жанр низов римский мим и писался на языке этих слоев со всеми вульгаризмами и жаргоном городских таверн. В I в. до нашей эры мим стал вытеснять «ателлану» .
Новые особенности характеризуют мима в эпоху цезаризма. Под эгидой государства, стремящегося отвлечь демократические слои от борьбы с господствующими классами, мимы расширяются в сложное представление, так называемую «мимическую ипотезу», которая дается в больших театрах и субсидируется правительством. Эти «ипотезы» были лишены прежней классовой заостренности мимов; это была написанная прозой вперемежку со стихами ультранатуралистическая авантюрная драма с превращениями, различными чудесами, пропитанная грубой эротикой и другими средствами для привлечения неприхотливого зрителя. Здесь выступали певцы, танцоры, даже дрессированные животные; актёры (в отличие от «ателлан») играли без масок, актрисы выступали часто совсем обнаженные, вызывая этим впоследствии нападки христианских писателей.
Римских мимов делили на две категории: мимов городских, публичных и мимов домашних, частных. Первых нередко называли Планипедами (Planipedes), голоногими, потому что они нередко показывались на сцене без обуви.

### Период Средневековья и Ренессанса

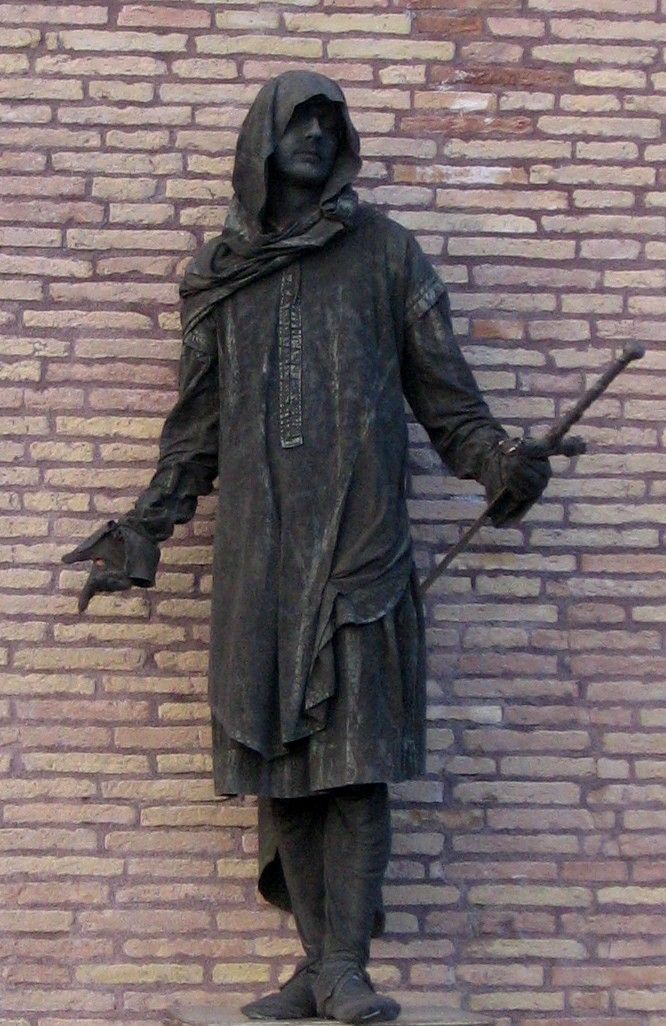
Мим на мосту Святого Ангела в Риме

Грандиозный социальный катаклизм V века нашей эры, положивший конец существованию Римской империи, не повлек за собой исчезновения римского мима. Его история продолжалась и в последующие века, отмеченные переходом от рабовладельческого строя к феодализму, от античной «языческой» культуры к средневековой христианской. Но остаточные формы римского мима получили в новой социальной обстановке качественно новый характер. По мере усиления в бывшей Римской империи её «варваризации», выражавшейся в «обратном» движении от сложной системы менового хозяйства к простым формам хозяйства натурального, постепенно отпадают материальные предпосылки для существования мимической ипотезы, этого последнего большого театрального жанра античности. Римские актёры, приспособляясь к новым хозяйственно-общественным условиям, растекаются по «варварским» странам, возвращаясь к исконному бродяжничеству. Через их посредство деформированные остатки римского мима просачивались в низовые слои городского и деревенского населения и усваивались крестьянским фольклором, в котором они обнаружили необычайную устойчивость.

### Критика теории Эмиля Рейха
Вместе с тем традиции римских мимов несомненно сочетались в новых варварских странах с искусством местных германских певцов-скоморохов, скопов или глиманов. Только в результате усвоения и переработки туземными скоморохами «культурного наследия» римских мимов и образовалось типичное для феодального Средневековья жонглерство, окончательно оформившееся к IX в. и использовавшее опыт римских мимов в переработанном, «снятом» виде, а не путём непосредственной пересадки его на совершенно инородную в социальном и этническом отношении почву романо-германских государств.
Данная информация резко противоположна известной теории немецкого учёного Эмиля Рейха (нем. Reich, Emil), выводившего непосредственно из римского мима все народно-комическое творчество средневековой и новой Европы, а также Азии и Африки. Видя в миме исконное зерно комического изображения обыденной жизни, одинаковое во всех странах в силу однородности быта порождающих его социальных низов, Рейх утверждал, что эта народно-комическая стихия лежит в основе всей мировой драмы, поскольку она не «классична», то есть не основана на сознательном подражании литературной драме античности.

### Социалистическая теория

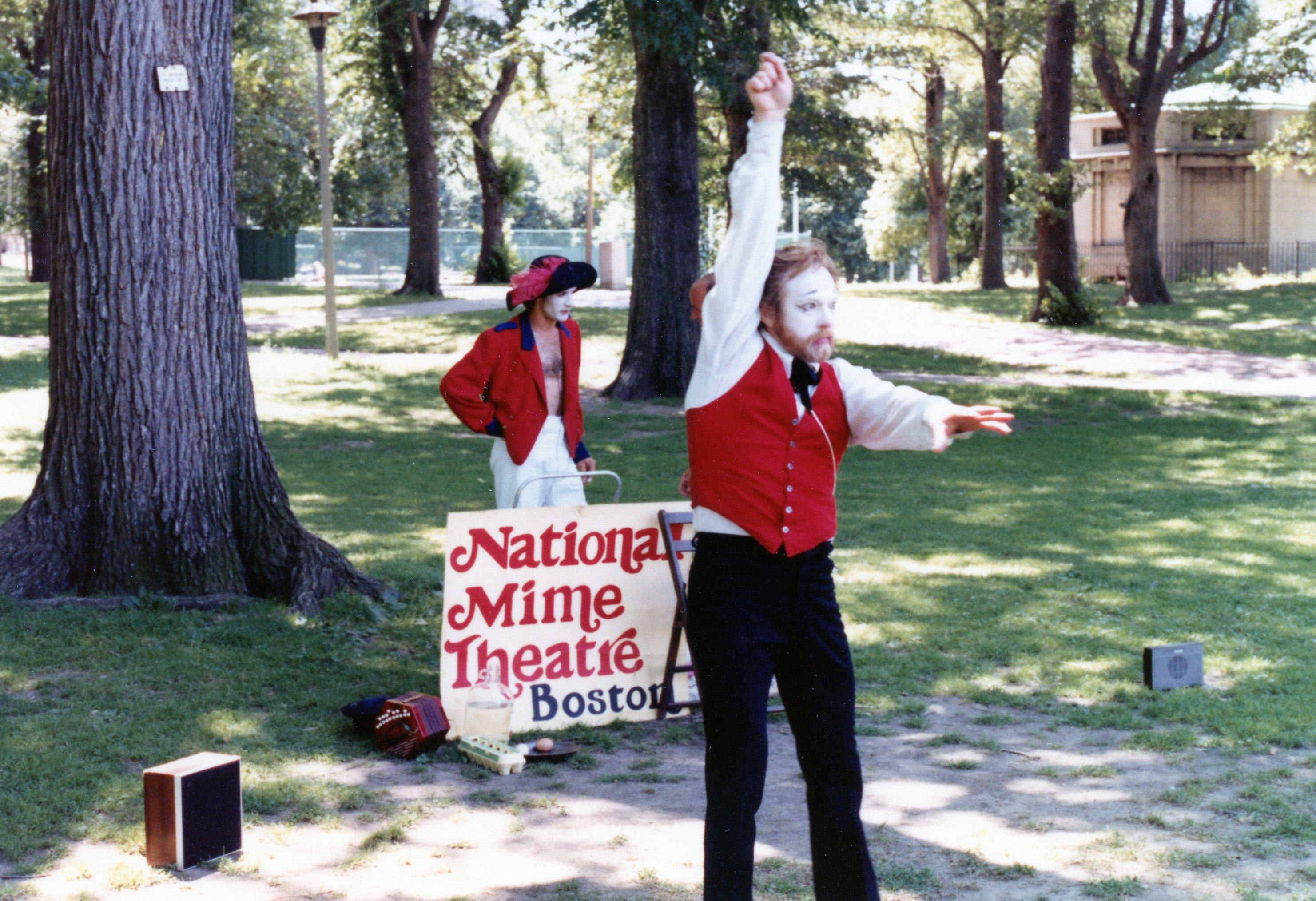
Мимы в Бостоне, 1980 год

Согласно данной теории, мим имеет несомненное сходство как со средневековым фарсом, так и с «Учёной комедией» (итал. commedia dell’arte). В обоих случаях мы имеем дело с явлениями социально разнородными: если средневековый фарс порождён социальной практикой низших классов феодального общества, то commedia dell’arte оформляет идеологию господствующего класса. Отсюда и различный характер связи этих жанров с мимами. В первом случае создатели фарса — ремесленники средневекового города — использовали для своего самодеятельного комедийного творчества традиционную технику скоморошьих действ, впитавших в себя «культурное наследие» римских мимов; одновременно с этим некоторые элементы мимов проникали в фарс из средневекового крестьянского фольклора, куда они были занесены теми же жонглёрами раннего Средневековья.
Во втором случае, в «commedia dell’arte», происходит не стихийное проникновение фольклорно-игровых элементов в комедию, а сознательное использование этих элементов аристократическими артистами с целью стилизации «народного» комизма, использование, пронизанное тенденцией к освоению античных жанров для удовлетворения своих идеологических запросов. «Commedia dell’arte» ориентируется на ателлану и мимы не менее сознательно, чем «учёная» комедия, ориентировалась на пьесы Плавта и Теренция.

### Исторические особенности развития в разных странах

#### Греческие и римские мимы
См. также: Древнегреческая комедия
Первым задокументированным мимом был Телестес в пьесе Эсхила «Семеро против Фив». Трагическая пантомима была создана Пуладесом из Киликии, а комическая пантомима была создана Батуллом из Александрии.
Мим был одним из аспектов римского театра с самых ранних времен. При Империи пантомима стала преобладающей римской драмой, хотя и с различными судьбами при разных императорах. Траян изгонял мимов, Калигула благоволил им, Марк Аврелий сделал мимов жрецами Аполлона, Нерон сам выступал в роли мима.
Пантомима отличалась от других драм отсутствием масок и присутствием как женских, так и мужских исполнителей. Основные персонажами были марионетка, жиголо, и тот, кто отражал культ прелюбодеяния. Темы римской пантомимы были более возвышенными, чем темы пантомим других стран.

#### Мимы в восточных странах
В Азии искусство драмы с участием мимов было развито задолго до того, как оно приобрело известность в западных странах. В Индии соединение музыки, песни и танца с изображениями персонажей произошло за несколько столетий до нашей эры. Одна из классических индийских танцевальных драм была тщательно описана в Натьяшастре, великом трактате драматургии, составленном до III века н. э. В двухчасовых выступлениях солировал танцор в сопровождении музыкантов и танцовщицы, которая не покидала сцену и не меняла костюмы. Танец чередовался с жестикуляцией. В 20 веке подлинный классический танец Индии был представлен в западных странах Удаем Шанкаром под аккомпанемент индийской музыки.
В театре Китая и Японии пантомима приобрела роль, неизвестную на Западе, став неотъемлемой частью основных драматических жанров. В китайской драме условности жеста и движения, а также символизм сценических свойств необъятны по своему масштабу и загадочны для тех, кто не знаком с традиционными формами.

#### Мимы в Англии
Английская пантомима возникла после произведений драматических постановок начала XVIII века. Подобно французским комическим танцам Арлекина, английские постановки исполнялись без слов, но некоторые добавляли речь позже.
В Викторианскую эпоху сюжеты пантомимы перешли к сказкам с элементами жонглёрства и акробатики, обеспечивая шоу для детей. После середины 19 века представления с участием мимов были только во время Рождества. Стало традицией то, что молодая актриса играет роль героя мужского пола или маленького мальчика, а актер комедии изображает старую женщину для большего комичного эффекта. Популярные пантомимы в 20-м веке были основаны на таких произведениях как Золушка, Робинзон Крузо, Синяя Борода и другие.

## Форматы

### В кино

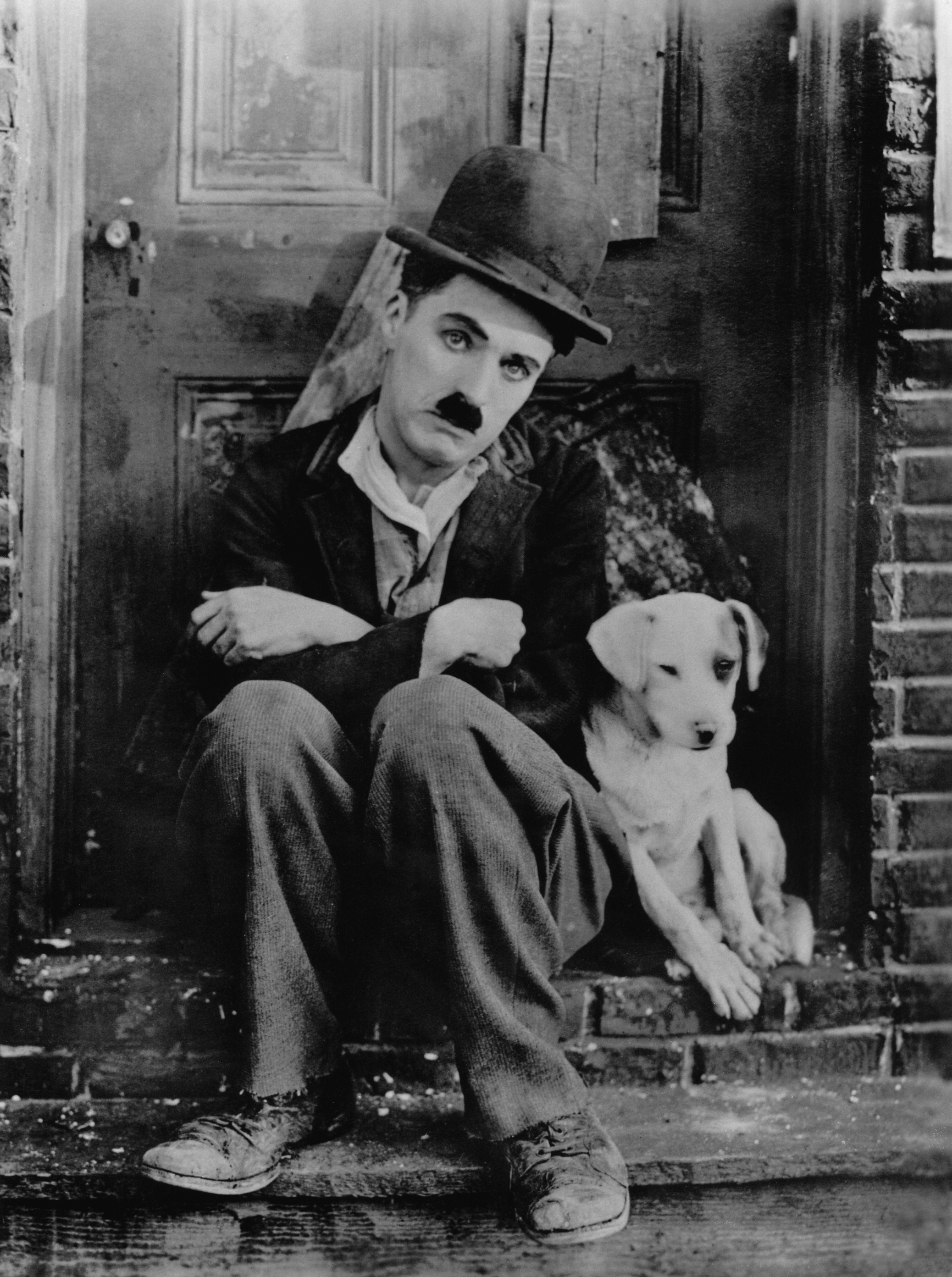
Чарли Чаплин в фильме Собачья жизнь

В двадцатом веке появилось киноискусство и спрос на пантомиму возрос из-за ограниченности ранних технологий кинематографа. Это означало то, что истории должны были рассказываться с минимальными диалогами. Миметический стиль киноактерства часто использовался в немецком экспрессионистском кино.
Самые известные представили немого кино, такие как Чарли Чаплин, Гарольд Ллойд и Бастер Китон научились искусству игры мима в театре, но они сами оказали глубокое влияние на мимов, работающих в театрах спустя десятилетия через эстетику своих фильмов.

Знаменитый французский комик, писатель и режиссер Жак Тати добился популярности, работая в качестве мима, и его поздние фильмы имели лишь минимальный диалог, вместо этого полагаясь на пантомиму актёров. Тати, как и Чаплин, изображал движения каждого персонажа в своих фильмах и просил актёров повторить их.

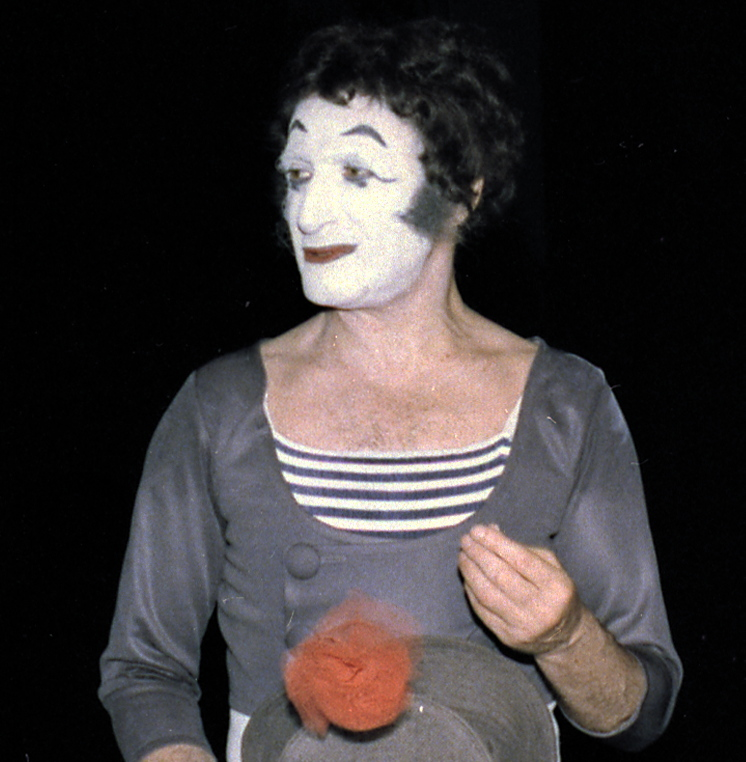
Мим Марсель Марсо в образе Бипа (16 июня 1977 года)

### На сцене и улице
Мимы часто выступали на сцене, а Марсель Марсо и его персонаж «Бип» являются наиболее известными. Пантомима также является популярным видом искусства в уличном театре и уличной игре. Традиционно в таких представлениях участвуют актер или актриса, одетые в обтягивающую черно-белую одежду с белым макияжем на лице, но современные мимы часто выступают без белого макияжа на лице. Точно так же, как раньше мимы были полностью молчаливы, современные мимы, воздерживаясь от разговора, иногда используют некоторые звуки, когда выступают. Действия мимов часто комичны, но некоторые представления бывают серьезными. Пантомима обычно занимает от 20 до 50 минут. Нередко выступления мимов можно увидеть в цирках. Наиболее известный цирковой мим Леонид Енгибаров, добился международной славы своими необычными выступлениями, наполненными философией.